# McKinsey & Company
McKinsey & Company je americká konzultační firma s celosvětovou působností. Patří k nejprestižnějším konzultačním společnostem vůbec a jejími zákazníky je 80 % největších světových společností i řada vlád a neziskových organizací. Od roku 1964 firma publikuje časopis McKinsey Quarterly. Dále sponzoruje výzkumnou organizaci McKinsey Global Institute a vydává řadu vlivných knih a zpráv o managementu. Firmu roku 1926 založil James O. McKinsey, aby uplatnil principy účetnictví na management. K dalším významným vůdcům firmy patřil Marvin Bower, který podstatně ovlivnil firemní kulturu.  